# Halichoeres papilionaceus
Halichoeres papilionaceus е вид лъчеперка от семейство Labridae.

## Разпространение
Видът е разпространен в Индонезия, Малайзия, Палау, Папуа Нова Гвинея, Соломонови острови и Филипини.